# Dasineura semenivora
Dasineura semenivora är en tvåvingeart som först beskrevs av Beutenmuller 1907.  Dasineura semenivora ingår i släktet Dasineura och familjen gallmyggor. Inga underarter finns listade i Catalogue of Life.